# Agathaumas
Agathaumas é um gênero duvidoso de um grande  dinossauro ceratopsídeo que viveu durante o Período Cretáceo Superior da Era Mesozoica do Éon Fanerozoico. Estima-se que mediam 9 metros de comprimento e pesavam seis toneladas, sendo os maiores animais terrestres descobertos até então.
Foi a primeira de um ceratopsídeo, embora pouco se saiba sobre ele. A amostra original era constituída apenas de ossos do quadril, vértebras e costelas inferiores, e porque estes ossos variam pouco entre as espécies de ceratopsídeos. É provavelmente um sinônimo de Triceratops, mas como os restos mortais são muito incompletos, não é possível que seja seguramente referido como sinônimo de um Triceratops.

## História
Os fósseis de Agathaumas foram encontrados primeiramente em 1872 no sudoeste de Wyoming. Eles foram descobertos por Fielding Bradford Meek e Bannister HM, enquanto eles estavam à procura de conchas fósseis, perto de Black Butte e Bitter Creek. Meek e Bannister foram empregados por Ferdinand Hayden Serviços Geológicos e notificados pelo paleontólogo Edward Drinker Cope da descoberta. Foram encontrados enormes ossos salientes das rochas perto de uma usina de carvão. Os ossos foram preservados em areia e também em sedimentos de barro, cheio de gravetos e folhas fósseis, indicando um habitat muito arborizado. Cope mais tarde, em 1873, descreveu o esqueleto como "o fim de um príncipe entre os gigantes."
Mais tarde, em 1872, Edward Drinker Cope publicou uma descrição e nome para o animal, Agathaumas sylvestris, ou "morador da maravilhosa floresta", em referência a seu grande tamanho e do ambiente revelado nas rochas mesmo seus ossos.
O nome Agathaumas tem sido citado como um exemplo de empolgação de lidar com esta descoberta, e foi, na época, conhecido como o maior animal terrestre até vários anos depois, quando a descoberta de saurópodes na Formação Morrison comprovaram que Cetiosaurus e Pelorosaurus eram animais terrestres.
Edward Drinker Cope e sua equipe recuperou eventualmente ossos do quadril totalmente completos, vértebras sacrais, e várias costelas do animal. Uma vez que estes foram os primeiros restos encontrados de ceratopsídeo. Cope tinha dúvidas quanto à classificação do Agathaumas (originalmente considerado um hadrossauro) até que O.C. Marsh descreveu Triceratops em 1889.
Em um documento de 1889, cope sugeriu que Ceratopsidae deveria ser renomeada Agathaumidae, devido à escassez de Ceratops permanecentes.

## Espécimes
1. Agathaumas (Triceratops) sylvestris Cope, 1872; 16 vértebras da cauda, sacro e nas costas, uma pélvis parcial e várias costelas

### Outros espécimes
1. A. flabellatus  (Marsh, 1889/Scott, 1900), incluído em Triceratops horridus.
2. A. milo (Cope, 1874); incluído Thespesius occidentalis.
3. A. (Breihaupt, 1994); nomen dubium incluído em Monoclonius sphenocerus.
4. A. (Cope, 1874/Hay, 1902); nomen dubium incluído em Triceratops horridus.
5. A. (Marsh, 1890/Lydekker, 1893), incluído em Triceratops prorsus.
6. A. (Cope, 1890); nomen dubium incluído em Monoclonius sphenocerus.

Infelizmente, os ossos da metade traseira do animal não foram encontrados e Agathaumas continua a ser um nomen dubium. Outros restos não foram encontrados no local, mas, baseando-se no tamanho e na idade das rochas, provavelmente era um Triceratops.

## Na cultura popular

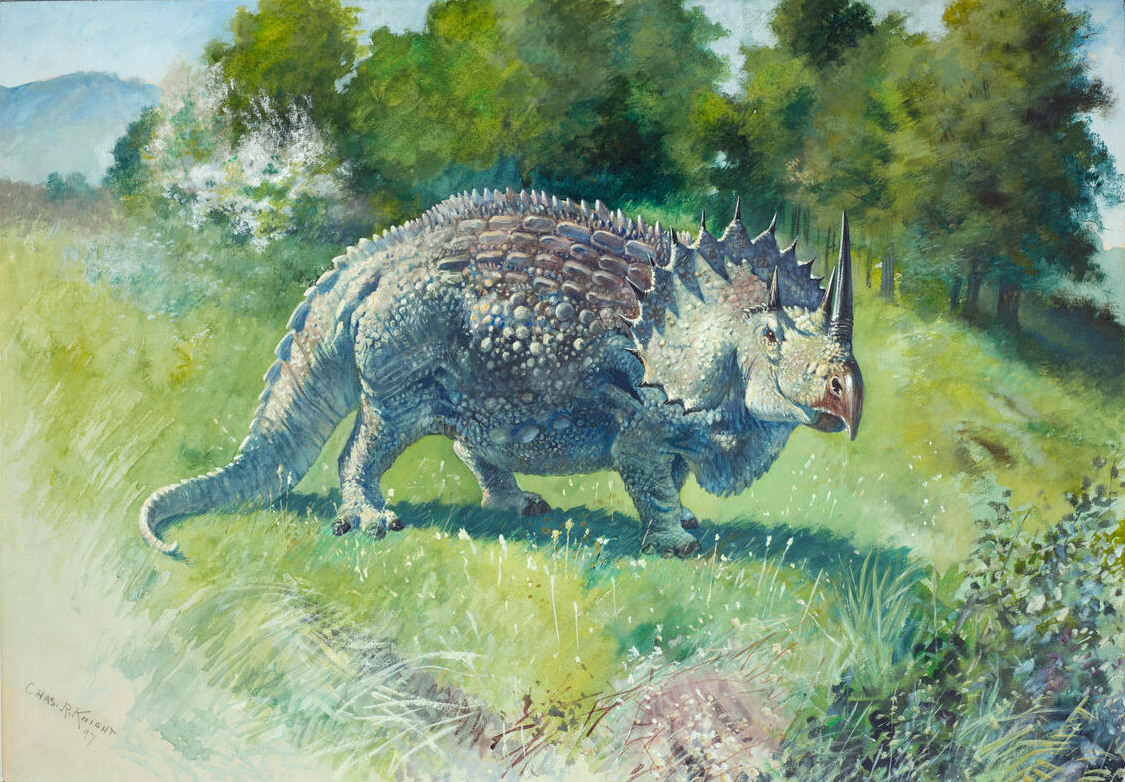
Agathaumas sphenocerus por Charles R. Knight, 1897.

Em 1897, o artista Charles R. Knight pintou um Agathaumas (com aparência hipotética) para Cope, misturando características de Triceratops e Styracosaurus. A obra foi mais tarde utilizada como base para o modelo de Agathaumas utilizado no filme de 1925 The Lost World.